# Martanyà
El Puig Martanyà és una muntanya de 1.031 metres que es troba al municipi de Montagut i Oix, a la comarca catalana de la Garrotxa. Es troba just a sobre la masia de Can Gustí de Riu.